# Visitação (Ghirlandaio, Tornabuoni)
Visitação (Visitazione, em italiano) é um  afresco de Domenico Ghirlandaio e da sua oficina pintado entre 1485-1490 e que faz parte do conjunto de afrescos que decora a capela principal, a Capela Tornabuoni, da basílica de Santa Maria Novella, em Florença.
A obra reconta o episódio bíblico da visita de Maria, grávida de Jesus, à sua prima Isabel, que era muito mais velha e que estava igualmente perto de dar à luz João Baptista.

## Descrição e estilo
A composição da cena é muito complexa, sendo o episódio chave ao centro enquadrado e reforçado pelas linhas convergentes de uma parede em perspectiva (que rompe o espaço profundo dando um efeito extraordinário) e de um penhasco a seguir.
Atrás de Isabel estão duas jovens, enquanto que nas extremidades aparecem dois grupos de mulheres. O grupo da esquerda parece ser o retrato de três ângulos diferentes da mesma figura com um halo. O grupo da direita é constituido pelos retratos de mulheres nobres contemporâneas do pintor.
A primeira que está de perfil, magnificamente vestida e com um elegante penteado numa postura ereta nobre, é Giovanna degli Albizzi que era casada com Lorenzo Tornabuoni, por sua vez, filho do doador que havia encomendado os afrescos, Giovanni Tornabuoni. Lorenzo que está representado noutro afresco da Capela, designado por Joaquim expulso do Templo, havia casado com Giovanna em 1486, sendo o casal para quem Botticelli decorou com afrescos a lógia da Villa Lemmi. Giovanna tem o mesmo vestido de outro afresco, o do Nascimento da Virgem, mas com um par de luvas diferentes. Giovanna foi ainda representada por Ghirlandaio na mesma pose e usando a mesma indumentária no Retrato de Giovanna Tornabuoni (em Galeria). Seguem Giovanna, em indumentárias mais simples, Dianora Tornabuoni, esposa de Pier Soderini, e uma menina ricamente adornada e com um penteado elaborado.
Giorgio Vasari confundiu Giovanna com Ginevra de' Benci, a nobre objeto do retrato de Leonardo da Vinci (em Galeria).
O fundo é extraordinário, tendo Ghirlandaio fundido as duas fontes da sua inspiração: a antiguidade clássica e a pintura flamenga. À direita vê-se de fato um edifício antigo coberto com relevos clássicos, enquanto que à esquerda é representada uma paisagem extraordinária sobre a cidade, ao estilo flamengo. Notável é a ideia do terraço ao centro, onde se vêem três jovens debruçados (também uma citação da arte da Flandres talvez da Virgem do chanceler Rolin de Jan van Eyck ou o São Lucas desenhando a Virgem (ambos em Galeria) de Rogier van der Weyden) e a da rampa em direção à porta da cidade por onde sobem duas figuras. Além disso, o espaço entre o rochedo e o edifício clássico fechado por uma passagem de madeira é um expediente notável para dilatar o horizonte espacial da cena.
A cidade representada é uma fantasia do artista, reconhecendo-se, no entanto, a torre do Palazzo Vecchio e o campanário de Santa Maria Novella de Florença, e o Coliseu em Roma. A porta da cidade assemelha-se vagamente à Porta de S. Miniato também de Florença. A parede de fundo e o edifício clássico têm continuidade com a cena precedente de Zacarias no Templo.
Todos os elementos exigidos a Ghirlandaio no contrato com Giovanni Tornabuoni estão aqui presentes: a paisagem, a cidade, animais, plantas, o uso da perspectiva, edifícios clássicos e retratos. A atmosfera é rarefeita, com um tom  de "maravilha encantada". No fundo vêem-se dois pares de pássaros a voar, uma referência aos ciclos naturais que se encontram em numerosas obras de arte da época.

## História
Tendo adquirido aos Sassetti o direito ao patronato da capela principal de Santa Maria Novella, os Tornabuoni encomendaram a Ghirlandaio, em 1485 (quando este ainda não havia acabado os afrescos da Capela Sassetti na Igreja da Santa Trindade), afrescos para aquela capela com cenas da vida de Maria e de São João Baptista (patrono de Giovanni Tornabuoni e da própria cidade de Florença).
O contrato para a execução da obra foi minucioso, pormenorizando a decoração dos fundos e dos desenhos arquitetónicos, com um amplo recurso a cores dispendiosas como os azuis e os dourados. Todos os esboços deveriam ser antecipadamente ser apreciados por Tornabuoni, que podia fazer alterações vinculativas para o autor.
Ghirlandaio, que na época era o mais famoso artista florentino, cumpriu a obra monumental do conjunto de afrescos no tempo previsto no contrato, tendo trabalhado neles de 1485 a 1490, tendo o final ficado registado na inscrição do afresco Anúncio a Zacarias.
Teve a ajuda dos artistas da sua oficina da qual faziam parte os seus irmãos Davide e Benedetto, o seu cunhado Sebastiano Mainardi e até o muito jovem Michelangelo Buonarroti cuja intervenção não é reconhecível com certeza em nenhuma cena. Face à grandeza do empreendimento muito foi pintado pelos auxiliares, mas coube ao mestre Ghirlandaio o desenho de todo o conjunto e a supervisão a fim de que o estilo final resultasse homogéneo.

## Galeria

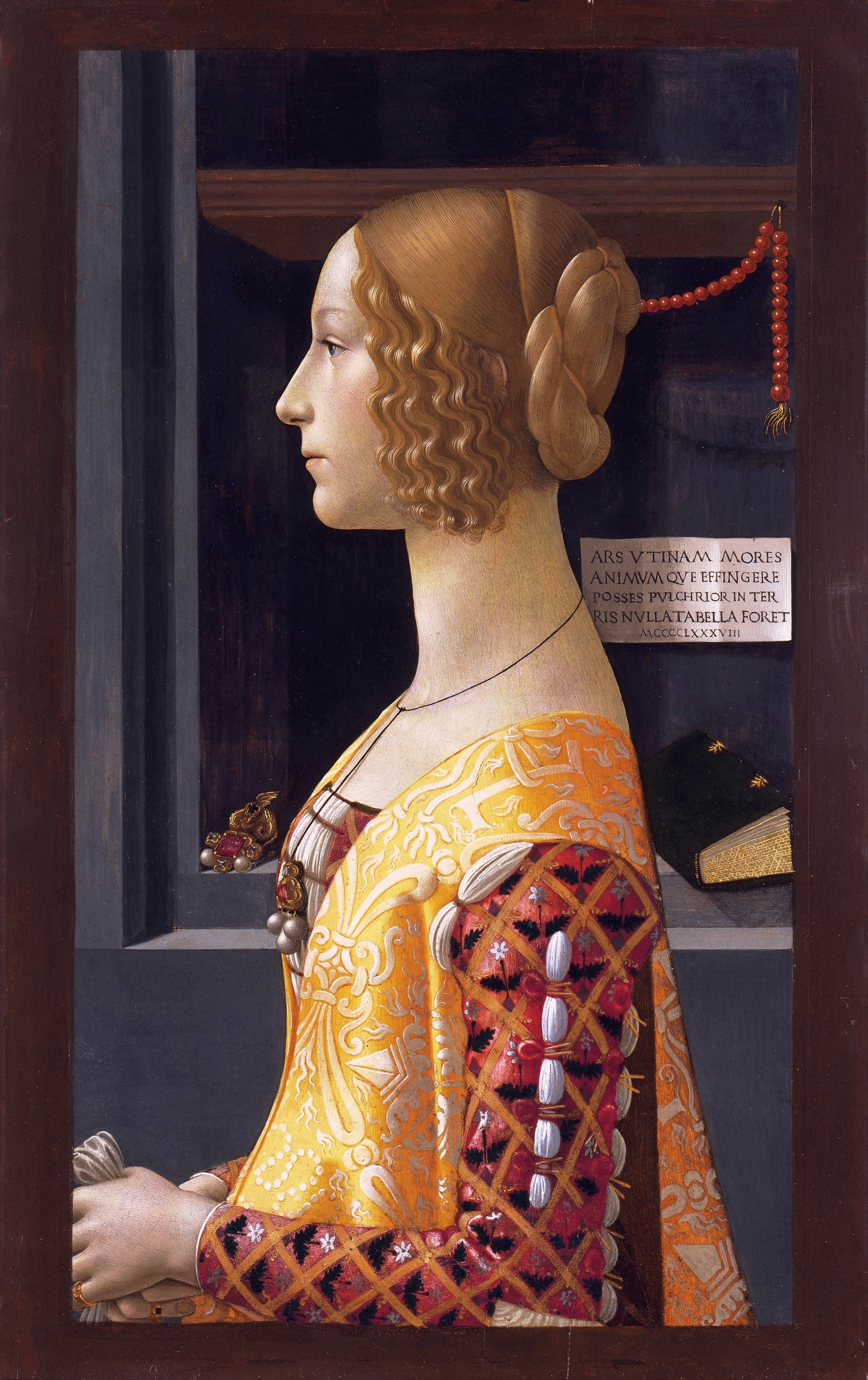
Retrato de Giovanna Tornabuoni (1489-1490), Domenico Ghirlandaio, Museu Thyssen-Bornemisza de Madrid
Ginevra de' Benci (1475-1478), Leonardo da Vinci, National Gallery of Art em Washington
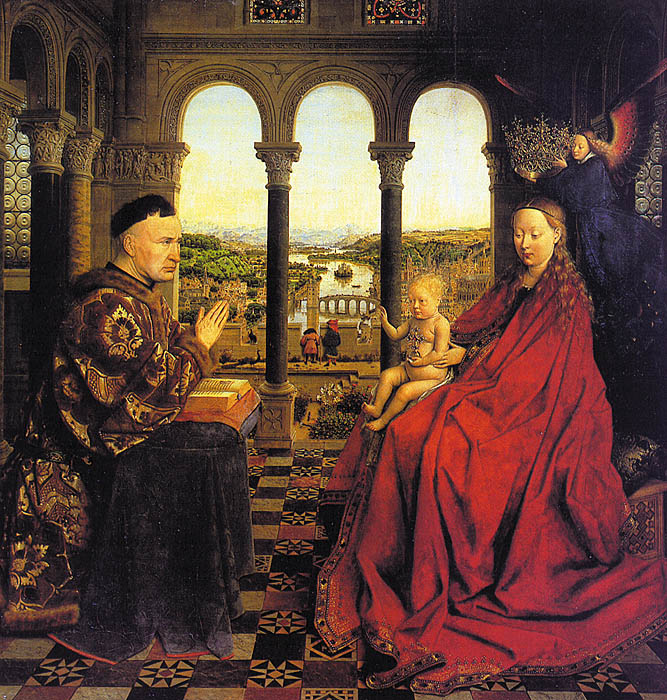
Virgem do chanceler Rolin (1435 c.), Jan Van Eyck, Museu do Louvre, Paris
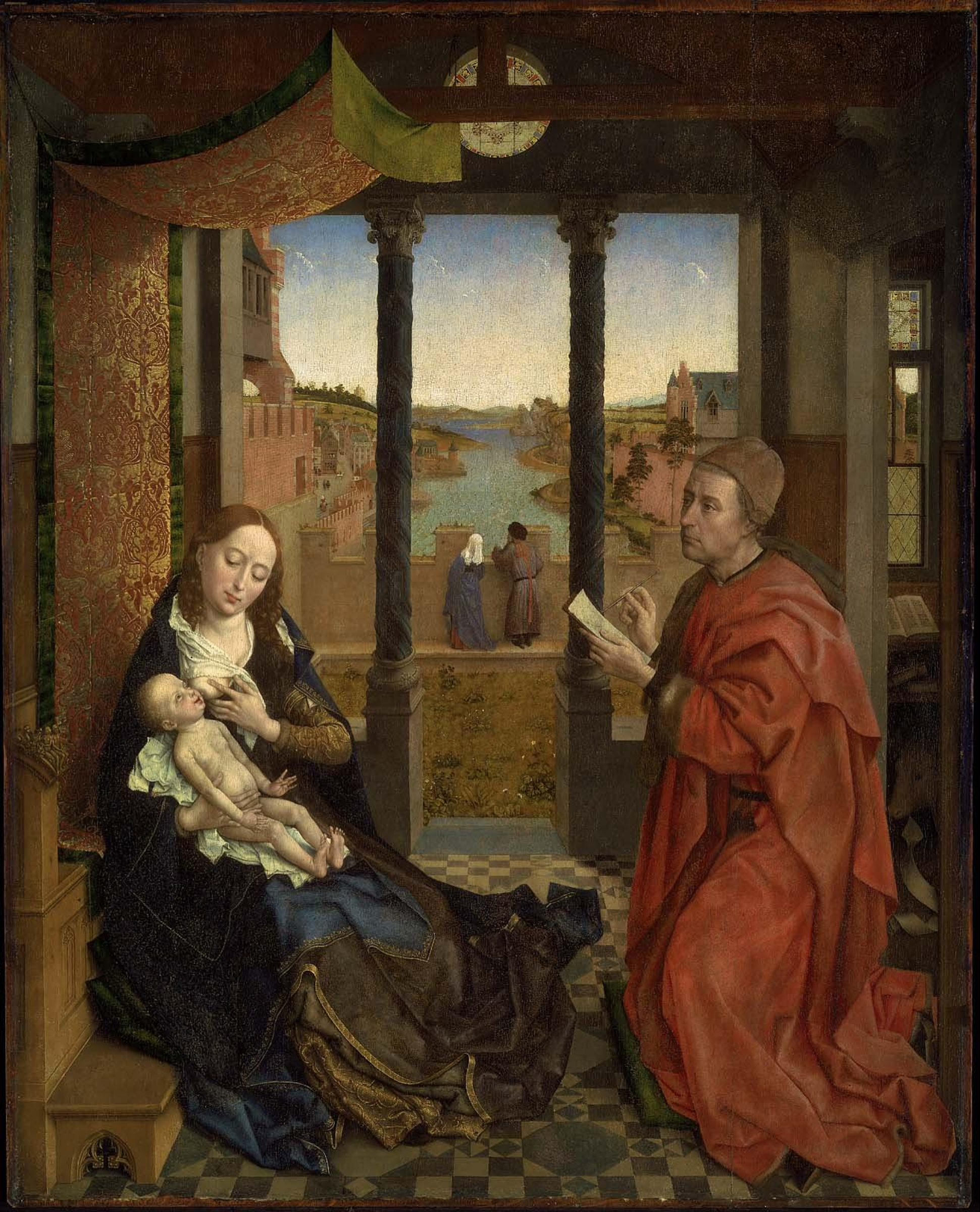
São Lucas desenhando a Virgem (1435-1440), Rogier van der Weyden, Museu de Belas Artes de Boston